# Edmond S. Meany
Edmond Stephen Meany (East Saginaw, 1862. december 28. – Seattle, 1935. április 22.) újságíró, valamint a Washingtoni Egyetem botanika- és történelemprofesszora.
Meanyről osztálytermet, szállodát, sípályát és hegycsúcsot is elneveztek.

## Élete
Edmond Stephen Meany 1862. december 28-án született a Michigan állambeli East Saginaw-ban. Tizennégy éves korában szüleivel és húgával Seattle-be költöztek, 1878-ban pedig beiratkozott a territóriumi egyetemre.
Édesapja 1880-ban a Skagit folyón életét vesztette, így Meany abbahagyta tanulmányait. Később visszatért az egyetemre, azonban aggódott, hogy nem tudja fedezni kiadásait; tanulmányait végül egy korábbi munkaadója, a banktulajdonos Dexter Horton finanszírozta.
1929-ben feleségével közúti balesetet szenvedtek, így Edmond Meany hónapokig nem tudott tanítani; amire visszatért az egyetemre, a nyugdíjba vonulásáról találgattak, azonban folytatta az oktatást. Meany 1935. április 22-én irodájában agyi érkatasztrófa következtében elhunyt.

## Pályafutása
Meany az egyetem elvégzését követően a Seattle Post-Intelligencer napilapnál helyezkedett el; később Alexander Beggel elindították a Seattle Trade Journal és Puget Sound Magazine kiadványokat, azonban ezek rövid életűek voltak. Meany rövid ideig üvegházat üzemeltetett, majd visszatért az újságíráshoz.
1889-ben az Olympic-hegység feltérképezését finanszírozó Seattle Press kincstárnoka lett; a James H. Christie által vezetett expedíció székhelye Meany üvegháza volt. A csapat visszatértét követően a hegycsúcsokat róluk nevezték el.
1890-ben az 1893-as chicagói világvásárt szervező szövetkezet sajtófőnöke lett; közbenjárására az eseménysorozat helyszíne a Washingtoni Egyetem volt. Sikerei miatt a King megyei republikánusok az állami képviselőház tagjának jelölték; megválasztását követően két cikluson át volt a 42. körzet képviselője. 1891. május 21-én a vásárszervező ügyvezetője Ezra Meeker lett, aki befagyasztotta a kiállítások költségvetését, és a hiányt Meany inkompetenciájával indokolta. Meeker augusztus 21-én távozott pozíciójából, azonban 1893-ig tovább támadta Meanyt.
A Meany nevéhez fűződő legjelentősebb projektek az 1906-tól publikált Washington Historical Quarterly (ma Pacific Northwest Quarterly) folyóirat, valamint az Alaszka–Yukon–Csendes-óceán felfedezőút. 1913-ban az Amerikai Történelmi Társaság nyugati parti kirendeltségének vezetője lett, 1914. május 1-jén pedig a Washingtoni Egyetem auditóriuma felvette a Meany nevet.

## Művei
- Edmond Stephen Meany: Origin of Washington geographic names. (angolul) Seattle: University of Washington Press. 1923.  Hozzáférés: 2020. szeptember 18.
- Edmond Stephen Meany: Governors of Washington: Territorial and State. (angolul) Tumwater: Washington State Library. 1915.  OCLC
- Edmond Stephen Meany: History of the State of Washington. (angolul) New York: MacMillan. 1909.  OL
- Edmond Stephen Meany: Mount Rainier: A Record of Explanation. (angolul) Tumwater: Washington State Library. 1916.  OCLC
- Edmond Stephen Meany: History of the University of Washington. (angolul) Seattle: University of Washington Press. 1909.